# Ліндісфейм (Монтана)
Ліндісфейм (англ. Lindisfarne) — переписна місцевість (CDP) в США, в окрузі Лейк штату Монтана. Населення — 320 осіб (2020).

## Географія
Ліндісфейм розташований за координатами 47°48′16″ пн. ш. 114°14′7″ зх. д. / 47.80444° пн. ш. 114.23528° зх. д. (47.804381, -114.235353).  За даними Бюро перепису населення США в 2010 році переписна місцевість мала площу 6,80 км², з яких 6,68 км² — суходіл та 0,12 км² — водойми. В 2017 році площа становила 8,80 км², з яких 6,68 км² — суходіл та 2,13 км² — водойми.

## Демографія
Згідно з переписом 2010 року, у переписній місцевості мешкали 284 особи в 121 домогосподарстві у складі 87 родин. Густота населення становила 42 особи/км².  Було 504 помешкання (74/км²).
Расовий склад населення:
| - 92,3 % — білих - 5,3 % — корінних американців |

До двох чи більше рас належало 2,5 %. Частка іспаномовних становила 4,2 % від усіх жителів.
За віковим діапазоном населення розподілялося таким чином: 19,7 % — особи молодші 18 років, 47,6 % — особи у віці 18—64 років, 32,7 % — особи у віці 65 років та старші. Медіана віку мешканця становила 56,0 року. На 100 осіб жіночої статі у переписній місцевості припадало 91,9 чоловіків;  на 100 жінок у віці від 18 років та старших — 96,6 чоловіків також старших 18 років.
Середній дохід на одне домашнє господарство  становив 83 927 доларів США (медіана — 88 750), а середній дохід на одну сім'ю — 85 844 долари (медіана — 89 167). За межею бідності перебувало 1,1 % осіб, у тому числі 0,0 % дітей у віці до 18 років та 0,0 % осіб у віці 65 років та старших.
Цивільне працевлаштоване населення становило 156 осіб. Основні галузі зайнятості: освіта, охорона здоров'я та соціальна допомога — 26,3 %, роздрібна торгівля — 23,7 %, науковці, спеціалісти, менеджери — 14,7 %, мистецтво, розваги та відпочинок — 9,6 %.